# Theater von Pelusium
Das Theater von Pelusium wurde in der römischen Kaiserzeit errichtet und ist in geringen Resten erhalten. Als eines von zwei städtischen Theatern belegt es die kulturelle Bedeutung von Pelusium in dieser Zeit. Es ist eines der wenigen archäologisch fassbaren Theater in Ägypten.
Das Theater wurde 1992/1993 ausgegraben und ist in Fundamenten erhalten. Es wurde 1993 nochmals untersucht und wurde seit 2003 von einem polnischen Archäologenteam nochmals ausgegraben. Der Bau war einst etwa 70 × 60 m groß. Vom halbrunden Zuschauerraum sind Teile der rückwärtigen Stützmauern erhalten. Nichts ist von den Sitzreihen erhalten, doch finden sich die einstigen Sitzreihen stützende Lehmziegelstrukturen. Die erhaltenen Grundmauern der Scena ermöglichen ihre Teilrekonstruktion. Aufgehendes Mauerwerk ist nicht erhalten, doch ausgegrabene Bauteile geben vom Aussehen des Theaters eine gewisse Vorstellung. Demnach war die Scena reich mit Granitsäulen gegliedert. Die erhaltenen Säulen sind zwischen 4,81 und 5,99 m hoch. Es fanden sich Marmorsockel, ebenso ein stark erodiertes wahrscheinlich korinthisches Kapitell.
Die Grundmauern des Theaters wurden modern restauriert und sind vor Ort zu sehen.